# Hotline Miami
Hotline Miami é um jogo eletrônico 2D de ação do subgênero shoot 'em up. Criado por Jonatan Söderström e Dennis Wedin, ambos o desenvolveram usando a designação Dennaton Games, com o game sendo lançado pela Devolver Digital no dia 23 de outubro de 2012 para Microsoft Windows.
Situado em Miami no ano de 1989, a trama do jogo gira em torno de um homem conhecido como Jacket, o qual vem recebendo telefonemas instruindo-o a cometer massacres contra a máfia russa local. O game mistura uma perspectiva de cima com situações stealth, violência extrema, e narrativa surreal, juntamente com uma trilha sonora e visuais influenciados pela cultura dos anos 1980. O jogo em si foi influenciado em parte pelo filme neo-noir de 2011 Drive, do diretor Nicolas Winding Refn, assim como o documentário Cocaine Cowboys, de 2006.
Após seu lançamento, Hotline Miami recebeu avaliações extremamente positivas de críticos, com os principais elogios sendo direcionados a sua narrativa, temas, trilha sonora, e intensa jogabilidade. Desde então, o game adquiriu o status de cult. Sua continuação, intitulada Hotline Miami 2: Wrong Number, foi anunciada em 2013 e lançada no dia 10 de março de 2015.
Uma coleção contendo os dois jogos, intitulada Hotline Miami: Collection foi lançada para o Nintendo Switch em 19 de agosto de 2019, e Xbox One em 7 de abril de 2020.